# A ver si te atreves
A ver si te atreves fue un programa de radio que se emitía en Onda Cero, hasta agosto de 2008, de lunes a viernes, de 1:30 a 4:00 de la madrugada. Su dirección corrió hasta primavera de 2008 por Luján Argüelles, y tras su marcha por Javier Peña.
Comenzó su emisión en 2004, los viernes y los sábados por la noche, y fue el plato fuerte de las madrugadas de Onda Cero. Muchos oyentes no estaban de acuerdo con el cambio, ya que antes de que estuviera A ver si te atreves en este horario se encontraba La rosa de los vientos.
Los colaboradores del programa eran Rafael Fernández, José Antonio Vera y María Díaz, que ponían su punto de vista sobre temas variopintos, alejados en lo posible de las habituales batallas políticas.
El programa también tenía entrevistas con los protagonistas de la actualidad.
En temporada estival, dicho programa venía siendo presentado por Chema García y Óscar Gómez y realizado por Alex Hurtado y se emite de lunes a viernes desde las 01:00 a las 04:00, pero en el verano 2007 los conductores fueron Javier Peña como presentador y Rafa Fernández en calidad estrella. 
Al año siguiente, sigue siendo presentado en la temporada de verano por Javier Peña, con la colaboración de Rafa Fernández, Justo García y María Díaz, esta última a mediados de agosto deja el programa para colaborar en el programa de la Cadena Ser 'A vivir que son dos días'. Entre las secciones se encuentran 'las fiestas' donde 'conectan' con algún pueblo o ciudad que este de fiestas, dentro de esta sección se encuentra una mini sección con forma de humor de Rafa Fernández, donde pregunta a la gente que cuenta las cosas importantes de las fiestas de su ciudad o pueblo donde se puede quitar uno los 'picorcillos'.
Gemma Ruiz se encarga de hacer 'la pregunta impertinente' y de dar las noticias más sorprendentes y raras a la vez, la canción que se escucha de fondo en su sección es Hole in one de Tokyo Ska Paradise Orchestra. También cuenta con una sección de videojuegos e internet presentada por Raúl Espínola, la sección donde se desvela el significado de los sueños, presentado por Estefanía Gallego, la sección 'músicas del mundo', 'plagios' y 'disco especial' presentada por Beatriz Tabarés. Otra de las secciones que más gusta, y que empezó en el verano de 2007 es 'la vida de Marinita'. Jaime Novo, colaborador también de Te Doy Mi Palabra, empezó en el verano de 2007 contando las cosas cotidianas de un padre primerizo, y las cosas curiosas de los recién nacidos, es el caso de su hija Marina, ya conocida por los de A ver si te atreves.
Los últimos minutos del programa de los viernes era 'exclusivo' para la poetisa del programa María Luisa, donde relataba unos preciosos poemas.El verano de 2008 este programa será, entre otras cosas, recordado por las canciones que se usan de cortinillas, las cuales TODOS los días, los oyentes preguntaban por los nombres de las canciones, hasta llegar a cierto punto en el que varios oyentes y también colaboradores del programa bromeaban preguntando el nombre de varias canciones.
Las canciones que se oían en el programa son: la que se podría decir 'sintonía oficial' del programa "Go go" de Hanna Pakarinen, el inicio de la segunda hora, "Boten Anna" de Basshunter, la tercera hora, "Ella est là" de Kate Ryan, la sintonía de conexión con las fiestas, "Welcome to the party" de Anna Vissi.
El día 28 de agosto la emisión en directo de 'A ver si te atreves' comienza como siempre, a la 1 y media de la madrugada, pero ese día, el programa tiene algo especial, la mesa del estudio de 'A ver si te atreves' se llena de amigos, amigos como, Asun Salvador, Gemma Ruiz, María Diaz, Justo García, Aitor Alonso, María Luisa, Estefanía Gallego, Beatriz Tavarés y varios oyentes, que asisten al estudio de Onda Cero para ver en directo la última emisión del programa.Los oyentes llaman y envían correos electrónicos dando las gracias por esos años inolvidables de compañía, mostrando su rechazo a la decisión de cancelar el programa, etc. Y llegó la hora, a eso de las 5 menos 10 de la madrugada, Javier Peña despide 'A ver si te atreves' para siempre. 
El programa finaliza su emisión el 29 de agosto de 2008 tras la decisión de la dirección de Onda Cero.
El programa pasa a ser sustituido por 'La parroquia del Monaguillo', presentado por Sergio Fernández 'el Monaguillo', el que fuera co-presentador de 'No son horas' también de Onda Cero
- Datos: Q5682174